# Bunker Hill (Indiana)
Bunker Hill es un pueblo ubicado en el condado de Miami en el estado estadounidense de Indiana. En el Censo de 2010 tenía una población de 888 habitantes y una densidad poblacional de 818,28 personas por km².

## Geografía
Bunker Hill se encuentra ubicado en las coordenadas 40°39′33″N 86°6′6″O / 40.65917, -86.10167. Según la Oficina del Censo de los Estados Unidos, Bunker Hill tiene una superficie total de 1.09 km², de la cual 1.09 km² corresponden a tierra firme y (0%) 0 km² es agua.

## Demografía
Según el censo de 2010, había 888 personas residiendo en Bunker Hill. La densidad de población era de 818,28 hab./km². De los 888 habitantes, Bunker Hill estaba compuesto por el 93.69% blancos, el 1.58% eran afroamericanos, el 0.79% eran amerindios, el 0.79% eran asiáticos, el 0% eran isleños del Pacífico, el 0.68% eran de otras razas y el 2.48% pertenecían a dos o más razas. Del total de la población el 2.03% eran hispanos o latinos de cualquier raza.